# Dactylobatus
Dactylobatus és un gènere de peixos de la família dels raids i de l'ordre dels raïformes.

## Taxonomia
- Dactylobatus armatus (Bean & Weed, 1909)[3]
- Dactylobatus clarkii (Bigelow & Schroeder, 1958)[4][5][6][7][8][9][10][11][12]